# 1964-es Formula–1 osztrák nagydíj
Az 1964-es Formula–1-es világbajnokság hetedik futama az osztrák nagydíj volt.

## Futam
1964-ben rendezték meg az első világbajnoki osztrák nagydíjat, a zeltwegi katonai repülőtéren. A mindössze öt kanyarból álló pálya egyenetlen felülete sok felfüggesztési hibát okozott. Az első sorból Hill, Surtees, Clark és Gurney indult. Ezen a futamon indult elsőként a sportágban a későbbi világbajnok Jochen Rindt. A rajtnál Clark és Hill is lemaradt technikai problémák miatt, Jack Brabham pedig üzemanyag ellátási hiba miatt kiállt a boxba. Ennek eredményeképp Gurney állt az élre, míg Surtees át nem vette a vezetést a 2. körben. Bandini harmadik volt, akihez csatlakozott a felzárkózó Clark. Surtees hamar kiesett hátsó felfüggesztésének meghibásodása miatt, Graham Hill elektromos hiba miatt adta fel a futamot. Clark a 9. körben megelőzte a második Bandinit, de képtelen volt a nagy előnnyel vezető Gurney-hez közeledni. Mike Spence az ötödik helyig jött fel, de Clarkkal egyszerre estek ki, féltengelyük eltörése miatt. A 47. körben Gurney autója lelassult első felfüggesztésének meghibásodása miatt, így Bandini vette át a vezetést Ginther és Jo Bonnier előtt. Az 59. körben a Phil Hill balesetet szenvedett, Cooperje lángra lobbant és kiégett, de a versenyzőnek nem esett baja. Bonnier gyújtáskihagyással küzdött, ezért visszaesett, a harmadik helyen így a privát Brabhammel versenyző Bob Anderson ért célba. Bandini pályafutása egyetlen világbajnoki futamgyőzelmét szerezte, Ginther második lett.
| Helyezés | #  | Versenyző          | Csapat/Motor   | Futott körök | Idő/Kiesés oka | Rajthely | Pontszám |
| -------- | -- | ------------------ | -------------- | ------------ | -------------- | -------- | -------- |
| 1        | 8  | Lorenzo Bandini    | Ferrari        | 105          | 2:06:18,23     | 7        | 9        |
| 2        | 4  | Richie Ginther     | BRM            | 105          | + 6,18         | 5        | 6        |
| 3        | 22 | Bob Anderson       | Brabham-Climax | 102          | + 3 kör        | 14       | 4        |
| 4        | 19 | Tony Maggs         | BRM            | 102          | + 3 kör        | 19       | 3        |
| 5        | 14 | Innes Ireland      | BRP-BRM        | 102          | + 3 kör        | 11       | 2        |
| 6        | 11 | Jo Bonnier         | Brabham-Climax | 101          | + 4 kör        | 10       | 1        |
| 7        | 18 | Giancarlo Baghetti | BRM            | 96           | + 9 kör        | 15       |          |
| 8        | 17 | Mike Hailwood      | Lotus-BRM      | 95           | + 10 kör       | 18       |          |
| 9        | 6  | Jack Brabham       | Brabham-Climax | 76           | + 29 kör       | 6        |          |
| Kiesett  | 12 | Jochen Rindt       | Brabham-BRM    | 58           | Kormánymű      | 13       |          |
| Kiesett  | 10 | Phil Hill          | Cooper-Climax  | 58           | Baleset        | 20       |          |
| Kiesett  | 5  | Dan Gurney         | Brabham-Climax | 47           | Felfüggesztés  | 4        |          |
| Kiesett  | 9  | Bruce McLaren      | Cooper-Climax  | 43           | Motorhiba      | 9        |          |
| Kiesett  | 2  | Mike Spence        | Lotus-Climax   | 41           | Féltengely     | 8        |          |
| Kiesett  | 1  | Jim Clark          | Lotus-Climax   | 40           | Féltengely     | 3        |          |
| Kiesett  | 15 | Trevor Taylor      | BRP-BRM        | 21           | Felfüggesztés  | 16       |          |
| Kiesett  | 20 | Jo Siffert         | Brabham-BRM    | 18           | Baleset        | 12       |          |
| Kiesett  | 7  | John Surtees       | Ferrari        | 9            | Felfüggesztés  | 2        |          |
| Kiesett  | 16 | Chris Amon         | Lotus-Climax   | 7            | Motorhiba      | 17       |          |
| Kiesett  | 3  | Graham Hill        | BRM            | 5            | Elosztó        | 1        |          |

## Statisztikák
Vezető helyen:
- Dan Gurney: 40 (1 / 8-46)
- John Surtees: 6 (2-7)
- Lorenzo Bandini: 59 (47-105)

Lorenzo Bandini egyetlen győzelme, Graham Hill 4. pole-pozíciója, Trevor Taylor egyetlen leggyorsabb köre.
- Ferrari 38. győzelme.

Jochen Rindt első versenye.